# Asynaptops keiseri
Asynaptops keiseri es una especie de coleóptero de la familia Attelabidae. Presenta las subespecies: Asynaptops keiseri keiseri y Asynaptops keiseri nilgiriensis.

## Distribución geográfica
Habita en Sri Lanka.